# Grange Hill (London Underground)

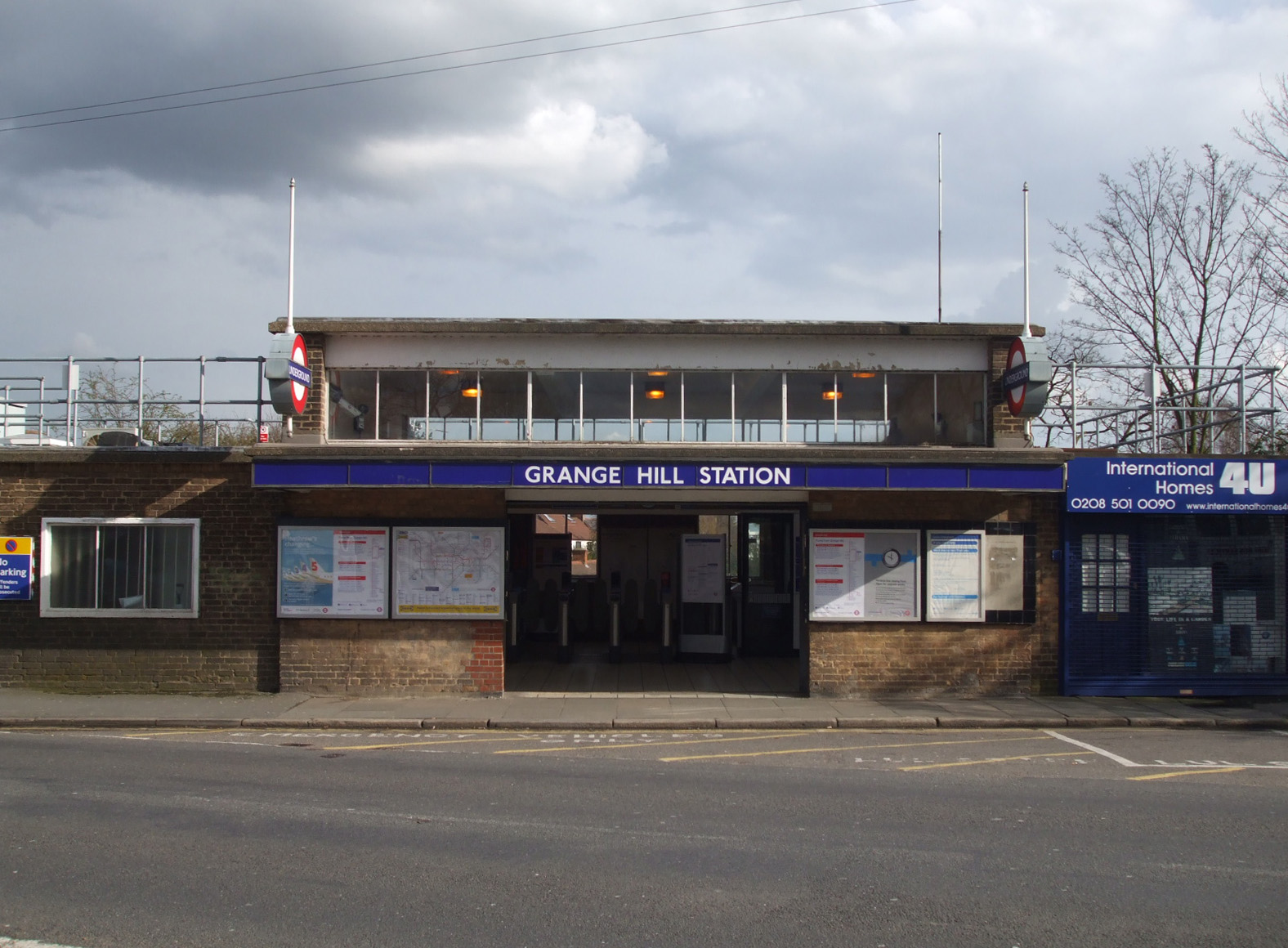
Stationsgebäude

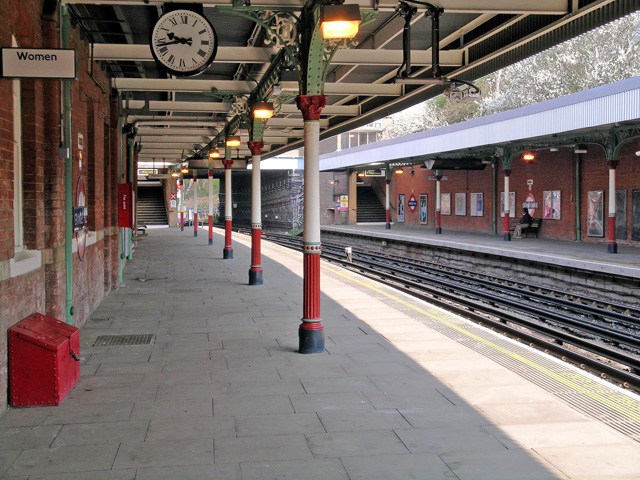
Blick auf die Bahnsteige

Grange Hill ist eine oberirdische Station der London Underground im Stadtbezirk London Borough of Redbridge. Sie liegt in der Travelcard-Tarifzone 4 an der Manor Road, unmittelbar an der Außengrenze von Greater London. Im Jahr 2014 nutzten 0,60 Millionen Fahrgäste diese von der Central Line bediente Station.
Am 1. Mai 1903 eröffnete die Great Eastern Railway eine Vorortseisenbahn von Ilford über Hainault nach Woodford, die sogenannte Fairlop Loop, mit einem Haltepunkt in Grange Hill. 1923 ging die Strecke in den Besitz der London and North Eastern Railway (LNER) über. Der letzte von Dampflokomotiven gezogene LNER-Zug verkehrte am 29. November 1947. Daraufhin ruhte der Verkehr auf der Strecke rund anderthalb Jahre lang, um die für den U-Bahn-Betrieb notwendige Elektrifizierung durchführen zu können. Der erste U-Bahn-Zug fuhr schließlich am 21. November 1948. Das ursprüngliche Stationsgebäude war 1944 durch eine deutsche V1-Rakete zerstört worden und wurde vier Jahre später durch einen Neubau ersetzt.
Grange Hill gehört seit dem 5. Februar 2006 zu den ersten Stationen der London Underground, die nicht mehr mit Personal besetzt sind und über keinen Fahrkartenschalter verfügen. Gründe sind einerseits die geringe Nutzung, andererseits die zunehmende Verbreitung der Oyster-Card, wodurch weniger Verkaufspersonal erforderlich ist. Bis zum 19. Oktober 2006 war bereits um 20:00 Uhr Betriebsschluss, seither um Mitternacht.